# 汉昌街道
汉昌街道，中华人民共和国湖南省岳阳市平江县下属的一个街道，原名鹤岭，位于平江县西南部，汨水穿城而过，是平江县政府所在地，汨罗江沿岸第二大城市。境内有106国道、207省道、309省道、平益高速、平汝高速、蒙华铁路经过。汉昌镇建镇已有1200年历史，是汨罗江畔建制最悠久的大型城镇、汨罗江畔历史最悠久的县级城镇。

## 建制沿革
- 1950年6月，设城关区；
- 1950年12月，改城关镇；
- 1958年9月，改彭黄公社；
- 1959年9月，改城关公社；
- 1961年，改置城关镇；
- 1995年，东源乡并入，并改名汉昌镇。
- 2008年，天岳经济开发区并入，改称新城区，原汉昌镇为老城区。
- 2019年，以原汉昌镇的行政区域为新设立的汉昌街道的管辖范围。[1]

## 行政区划
汉昌街道辖首家坪、画桥、金华、碧潭、景福坪、启明、月池塘、民建路、童家岭、浮桥街、四柱路、坪上、书院、百花台、井墈、寺前、洪家塅17个社区，北源、北城、迎瑞、城东、天岳、城坪、三阳、北附、澄潭、枫树、三望冲、驷马、城西、城新14个建制村。